# Pyrrhogyra seitzi
Pyrrhogyra seitzi är en fjärilsart som beskrevs av Hans Fruhstorfer 1908. Pyrrhogyra seitzi ingår i släktet Pyrrhogyra och familjen praktfjärilar. Inga underarter finns listade.